# NGC 891
NGC 891 je spiralna galaktika u zviježđu Andromeda. Nalazi se oko 30 milijuna svjetlosnih godina od nas. Galaksiju je otkrio William Herschell u kolovozu 1783. godine. NGC 891 je član NGC 1023 grupe galaksija u Lokalnom Superjatu. U središtu galaktike nalazi se jezgra od molekularnog vodika. Galaksija se od nas udaljava brzinom od 528 km/s.

## Amaterska promatranja
Galaksija je relativno tamna u manjim astronomskim teleskopima. Veoma je osjetljiva na prozirnost i količinu svjetlosnog zagađenja. U 20 cm teleskopu galaktika se može vidjeti kao tamna traka svjetla. Veći, 30 cm teleskop, na povećanjima iznad 100 puta pokazuje jasno prugu prašine koja dijeli galaksiju na dva dijela. Stariji izvori navode da je prividni sjaj galaktika + 9.90 magnituda, ali noviji izvori stavljaju sjaj na + 10.80 magnituda. 